# Femme en pleurs (Munch)
Femme en pleurs est un sujet réitéré du peintre norvégien Edvard Munch vraisemblablement conçu à l'automne 1907 : une femme nue devant un lit. Ce thème a été représenté dans cinq tableaux peints entre 1907 et 1909. 

## Contexte
Munch a séjourné à Warnemünde à partir de la mi-juin 1907. Début septembre il a ramené de Berlin deux modèles Rosa et Olga Meissner, qui sont représentées dans le double portrait Deux sœurs (1907).
Il est généralement admis que Rosa Meissner, photographiée dans une pose similaire, a servi de modèle à Munch. 

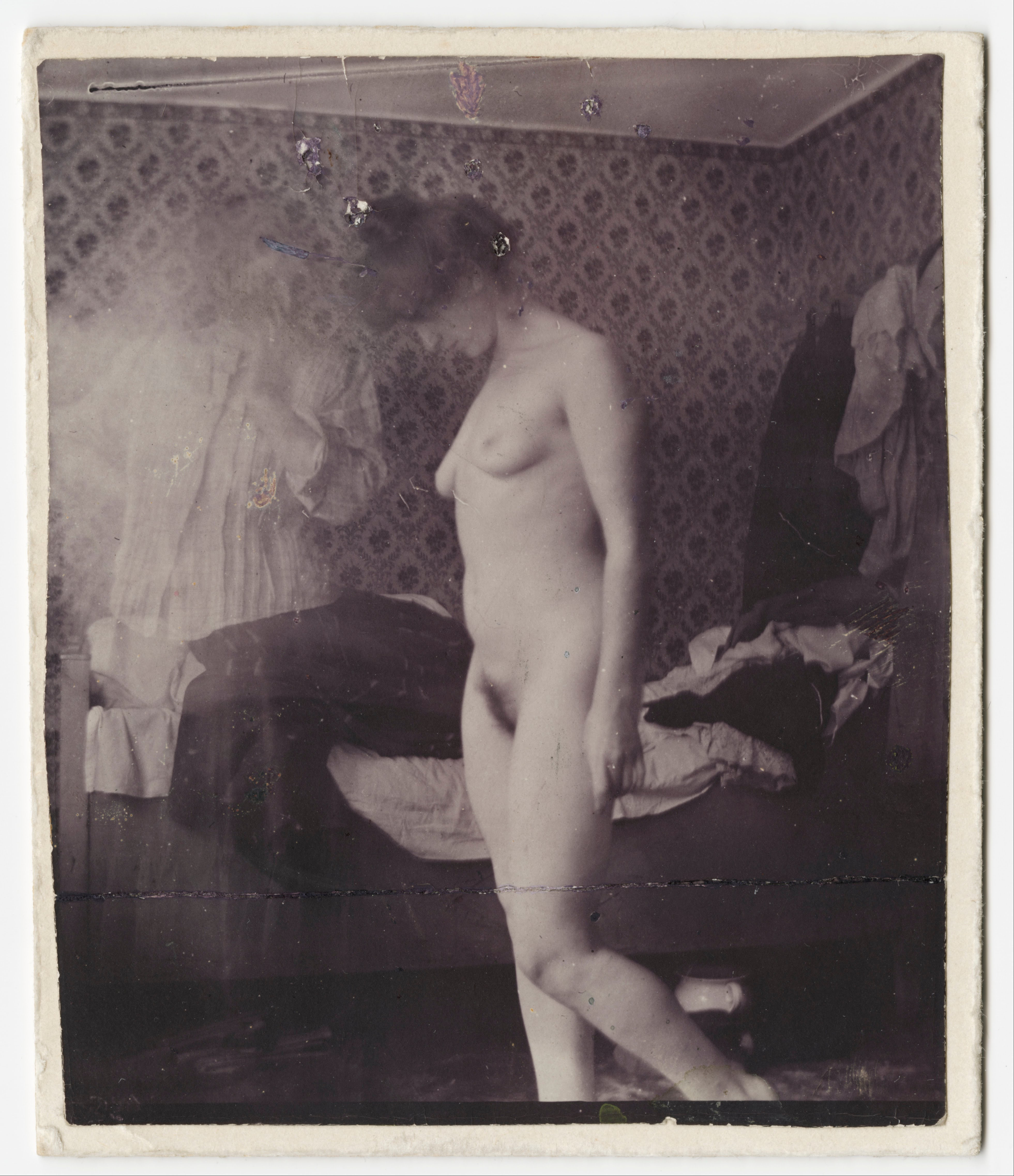
Rosa Meissner à l'hôtel Rohn de Warnemünde. 1907. Épreuve gélatino-argentique 8,7 x 7,3 cm

« Une vue qu'il a peinte à maintes reprises est une femme nue près d'un lit. Sur certains tableaux le corps est beau. Elle se tient dans un flot de lumière contre un mur triste et sale. Mais la plupart du temps, elle est, malgré sa jeunesse, laide et détruite. Dans tous ces tableaux, la posture est la même. Elle s'éloigne du lit, tête baissée. les bras pendent. Les cheveux cachent le visage. Ce sont ces impressions qui lui restent. »